# 服務設計
服務設計（Service Design）是一門在1991年後興起的設計領域，最早由科隆应用技术大学（Köln International School of Design）設計學院的麥可·埃爾霍夫（Michael Erlhoff）博士提出。此設計領域專注於企業的服務規劃與管理。並重視系統化的方法和以客戶為中心的思考方式。

## 參看
- 服務科學

## 服務設計組織
1. 社團法人台灣服務設計推廣協會 （页面存档备份，存于）：台灣第一個推廣設計思考及服務設計的人民團體。

## 外部連結
- 社團法人台灣服務設計推廣協會 （页面存档备份，存于）